# 中埠頭站 (兵庫縣)
中埠頭站（日语：／ Naka Futo eki */?）位於兵庫縣神戶市中央區港島中町七丁目，是神戶新交通港灣人工島線的鐵路車站。副站名為XEBEC HALL前。車站編號為P08。

## 歷史
- 1981年（昭和56年）2月5日 - 隨著港灣人工島線開通，本站開業[1]。
- 1995年（平成7年）
  - 1月17日 - 由於阪神大地震的影響，全線停駛。
  - 5月22日 - 中公園站- 南公園站 - 北埠頭站間復駛（全線復駛為7月31日）。
- 2004年（平成16年）11月20日、21日 - 隨著延伸至神戶機場的軌道切換工程，當天全線停駛。
- 2005年（平成17年）9月10日、11日 - 隨著延伸至神戶機場的軌道切換工程，當天全線停駛。
- 2015年（平成27年）6月 - 加上副站名「XEBEC HALL前」。

## 車站構造
本站為港灣人工島線的單線區間中，唯一的島式月台1面2線高架車站。車站南側有前往中埠頭車輛基地的分歧軌道。
站房2樓為大廳，3樓為月台。驗票口內設有電梯、電扶梯及多功能廁所。

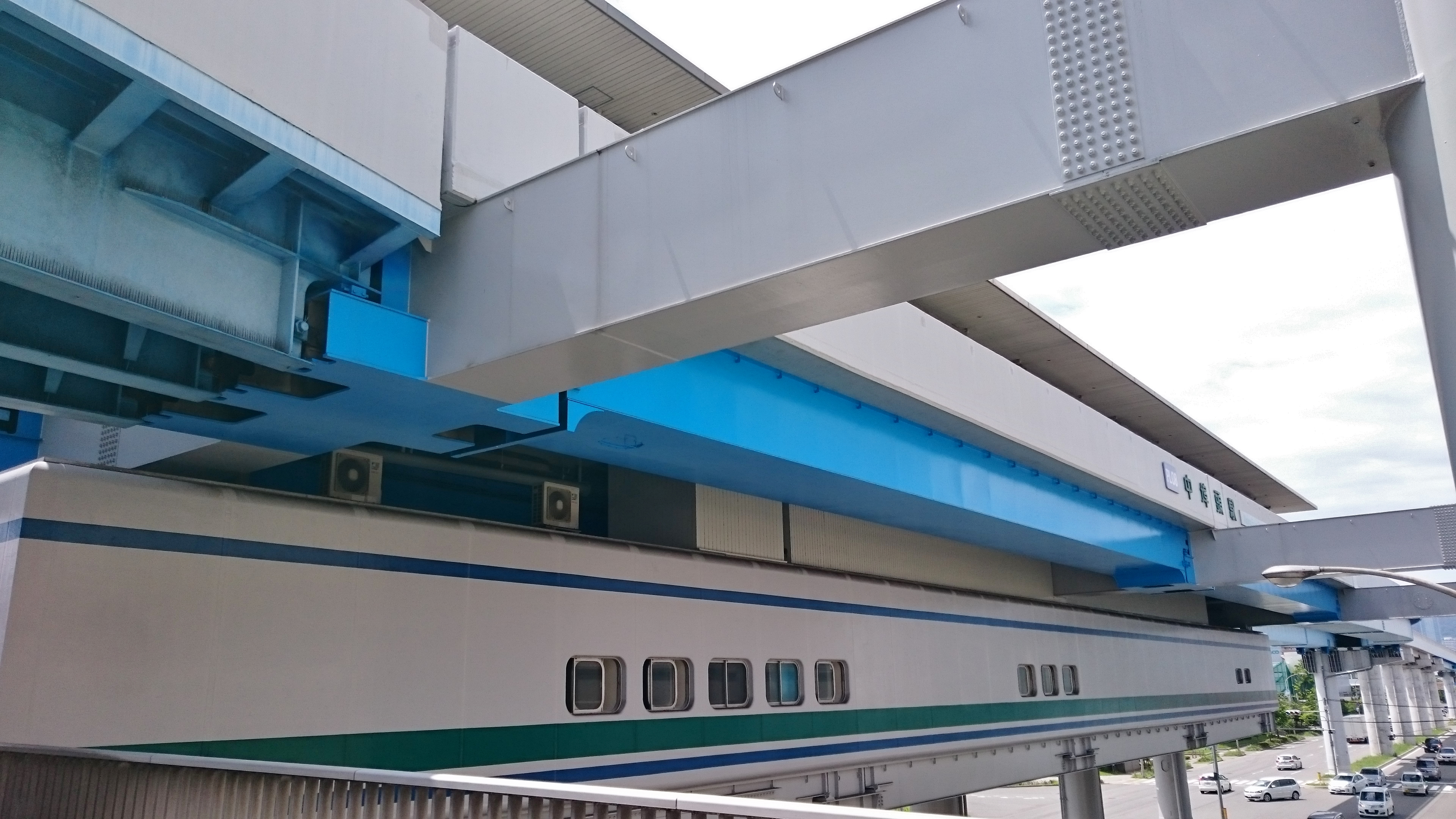
從東側看去的站房
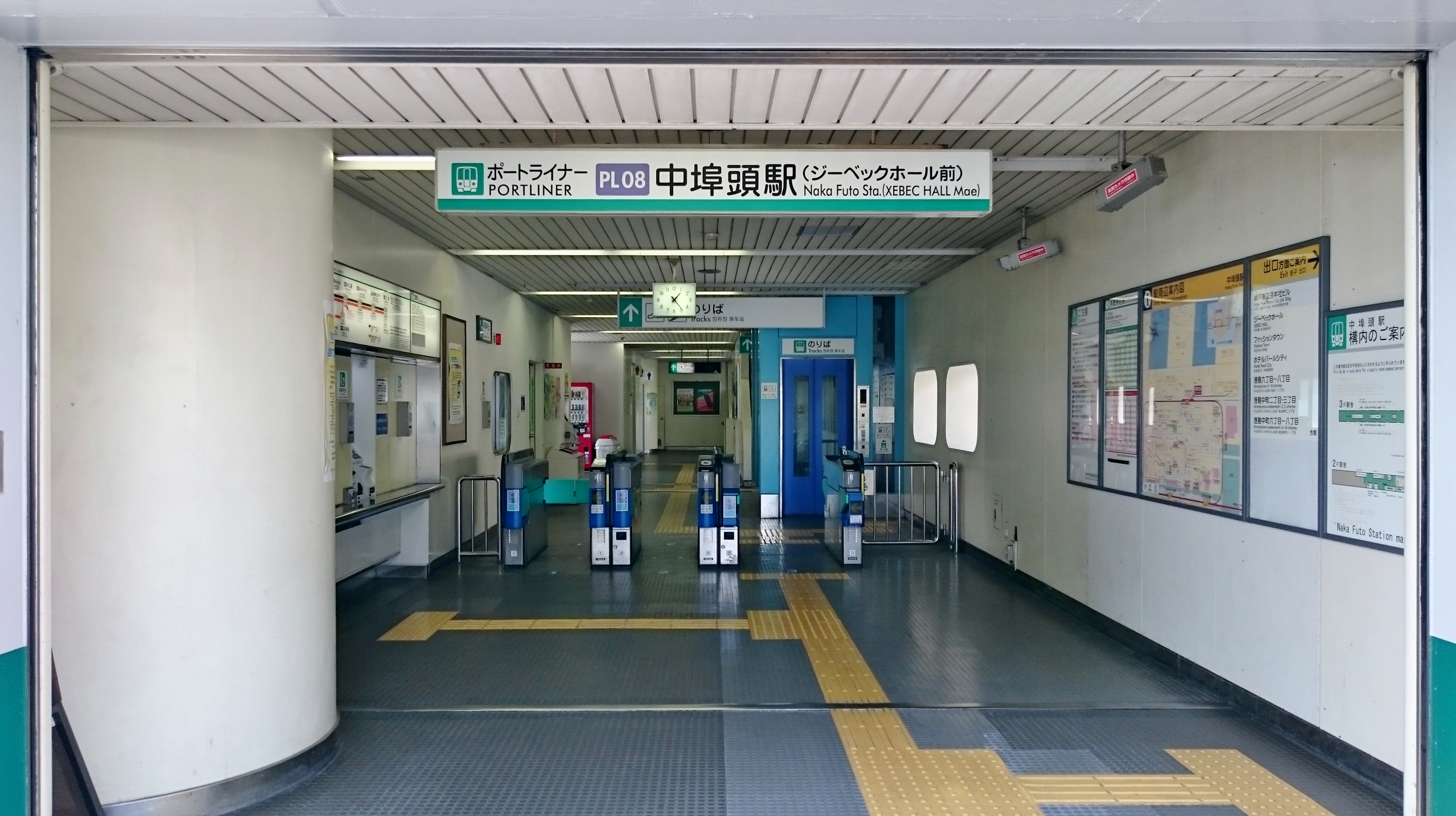
驗票口
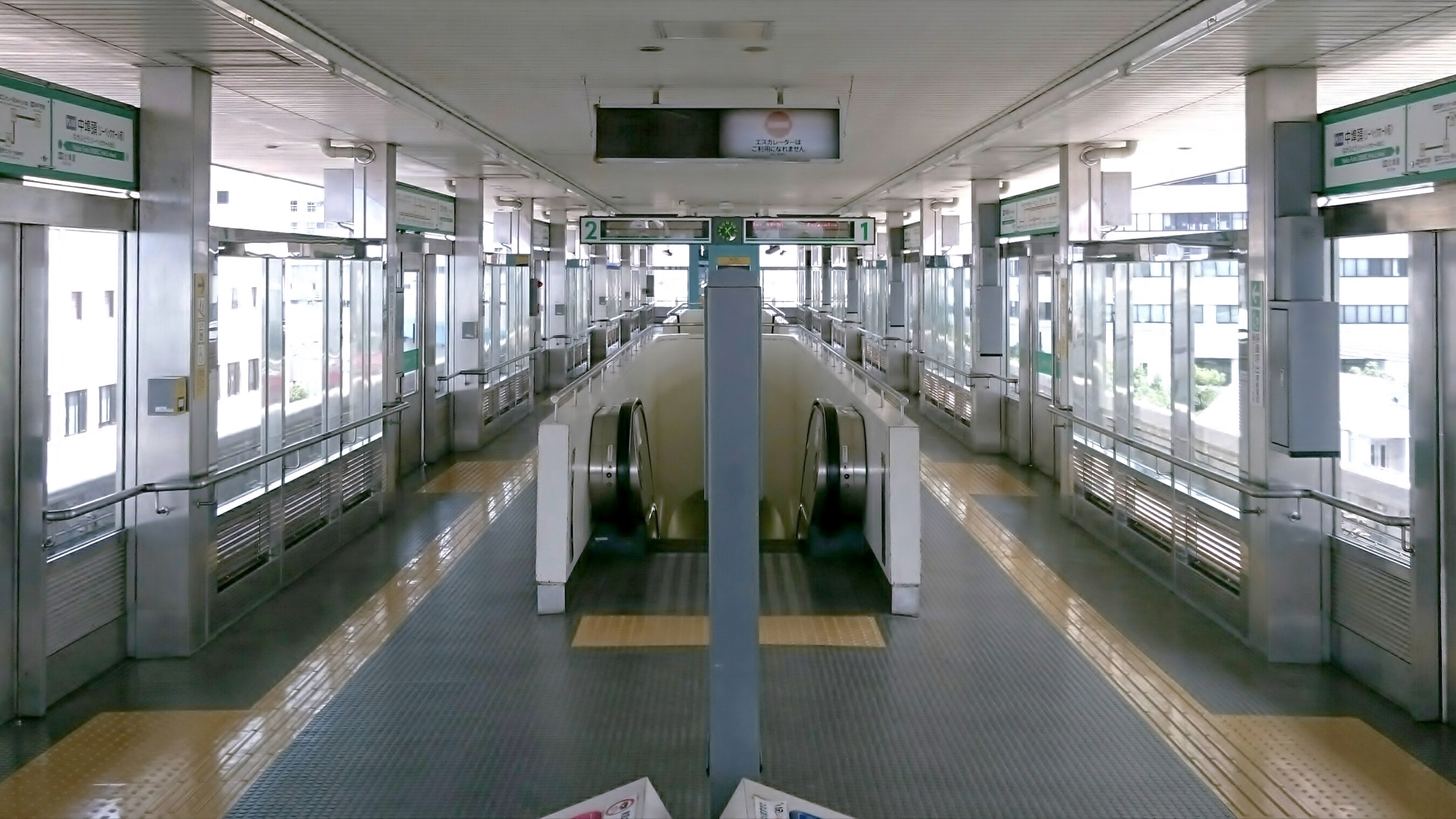
月台
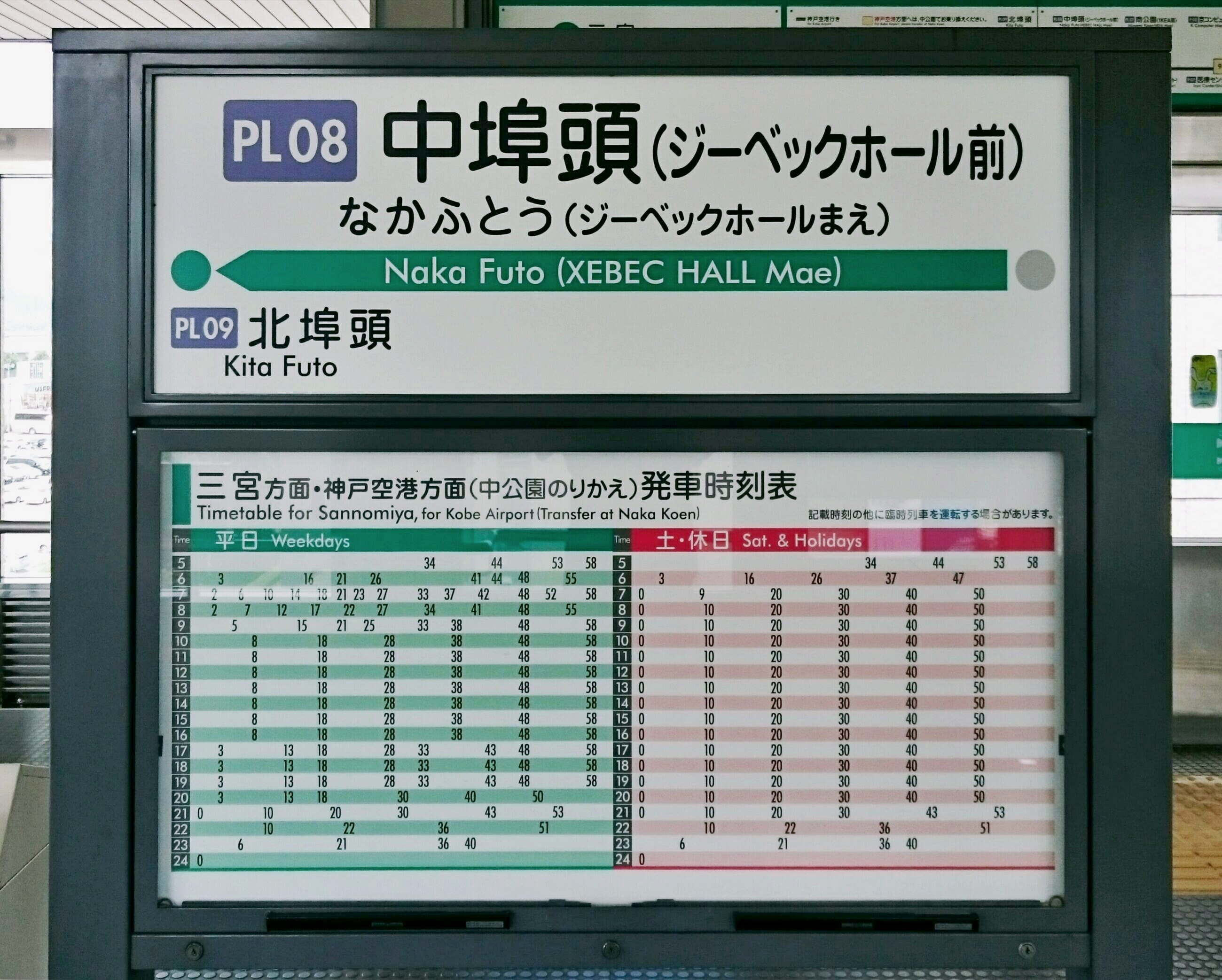
站名標示
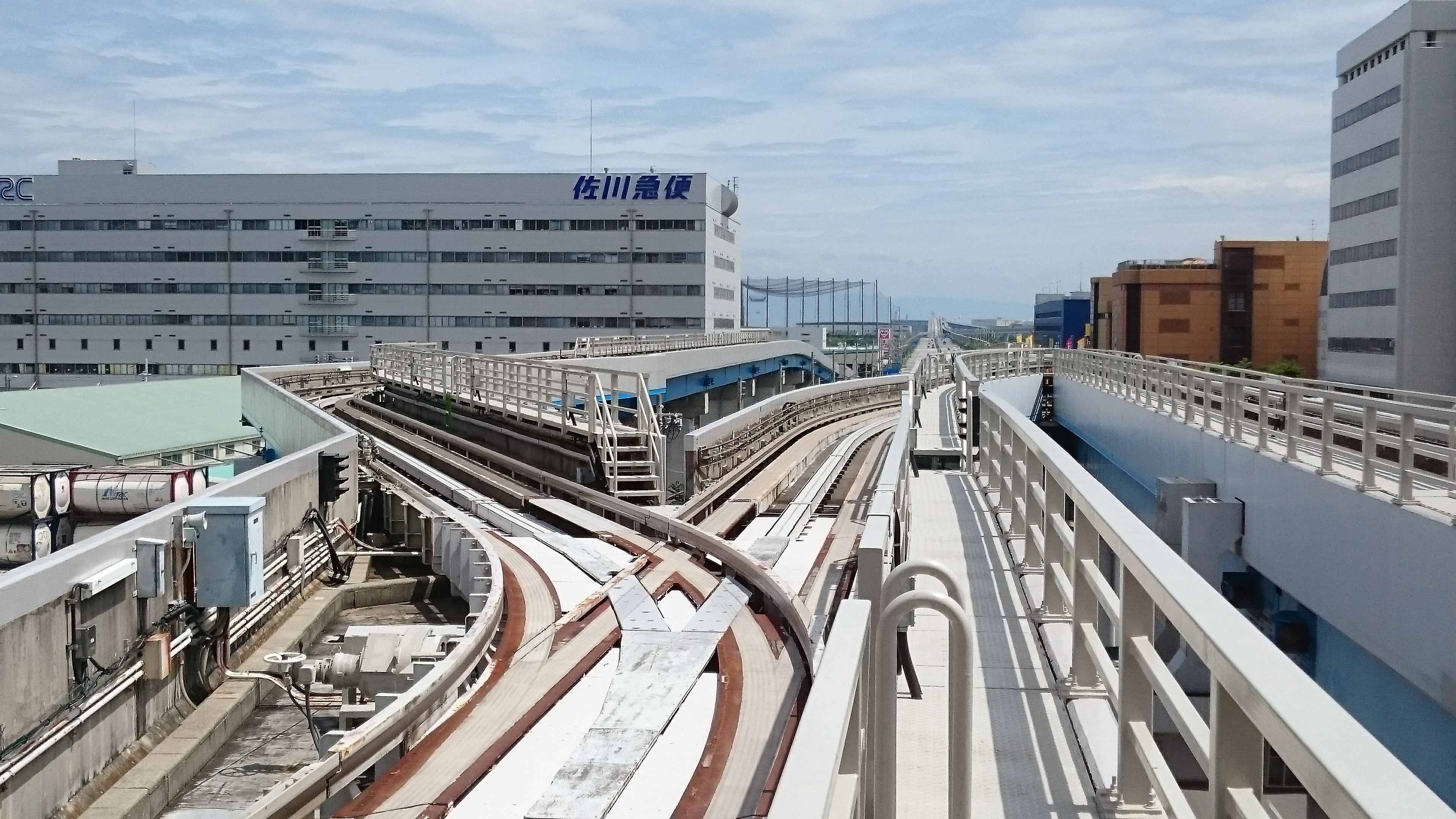
往車輛基地的軌道

### 月台
| 月台 | 路線          | 目的地            |
| ---- | ------------- | ----------------- |
| 1    | ■港灣人工島線 | 往 三宮、神戶機場 |
| 2    | ■港灣人工島線 | 往 三宮、神戶機場 |

## 使用狀況
2019年度1日的平均上車人次為1,620人，神戶新交通的車站中排行第15，港灣人工島線中排行第10位。
1989年（平成元年）以來依年度別的1日平均上車人次統計如下表。
| 年度               | 1日平均 上車人次 |
| ------------------ | ---------------- |
| 1989年（平成元年） | 1,597            |
| 1990年（平成02年） | 1,797            |
| 1991年（平成03年） | 3,082            |
| 1992年（平成04年） | 3,230            |
| 1993年（平成05年） | 2,970            |
| 1994年（平成06年） | 2,904            |
| 1995年（平成07年） | 2,226            |
| 1996年（平成08年） | 2,940            |
| 1997年（平成09年） | 2,578            |
| 1998年（平成10年） | 2,400            |
| 1999年（平成11年） | 2,438            |
| 2000年（平成12年） | 2,232            |
| 2001年（平成13年） | 2,068            |
| 2002年（平成14年） | 2,016            |
| 2003年（平成15年） | 2,019            |
| 2004年（平成16年） | 2,033            |
| 2005年（平成17年） | 2,014            |
| 2006年（平成18年） | 1,685            |
| 2007年（平成19年） | 1,775            |
| 2008年（平成20年） | 1,727            |
| 2009年（平成21年） | 1,597            |
| 2010年（平成22年） | 1,641            |
| 2011年（平成23年） | 1,740            |
| 2012年（平成24年） | 1,765            |
| 2013年（平成25年） | 1,671            |
| 2014年（平成26年） | 1,589            |
| 2015年（平成27年） | 1,617            |
| 2016年（平成28年） | 1,526            |
| 2017年（平成29年） | 1,532            |
| 2018年（平成30年） | 1,674            |
| 2019年（令和元年） | 1,620            |

## 車站周邊
- 神戶新交通本社[1]
- TOA本社[1]
- 亞瑟士神戶本社[1]
- 神戶風月堂Gaufre劇場
- 港島親睦中心
- 神戶市立港島兒童館
- 港島東兒童公園
- 神戶市立義務教育學校港島學園
- 神戶市立港島幼稚園
- 東洋TEC神戶分店
- UCC咖啡博物館
- 神戶市立青少年科學館

### 公車路線
可搭乘神姬巴士。
親睦中心站（車站北側）
- 往 神戶站南口（途中經過Harbor Land（日语：ハーバーランド））
- 往 中央市民醫院

## 相鄰車站
神戶新交通
港灣人工島線
※只限往北埠頭、三宮方向單方向運行
南公園（PL07） → 中埠頭（PL08） → 北埠頭（PL09）

## 外部連結
- 中埠頭站（页面存档备份，存于） - 神戶新交通